# Bālā Maḩalleh-ye Khorţūm
Bālā Maḩalleh-ye Khorţūm (persiska: بالا محله خرطوم) är ett samhälle i Iran.   Det ligger i provinsen Gilan, i den nordvästra delen av landet, 230 km nordväst om huvudstaden Teheran. Bālā Maḩalleh-ye Khorţūm ligger 36 meter över havet och antalet invånare är 783.
Terrängen runt Bālā Maḩalleh-ye Khorţūm är platt åt nordväst, men åt sydost är den kuperad.Runt Bālā Maḩalleh-ye Khorţūm är det tätbefolkat, med 319 invånare per kvadratkilometer. Närmaste större samhälle är Rasht, 17,3 km nordost om Bālā Maḩalleh-ye Khorţūm. I omgivningarna runt Bālā Maḩalleh-ye Khorţūm växer i huvudsak blandskog.